# Livro da Infância do Salvador
Livro da Infância do Salvador é um apócrifo escrito em latim no  século XIII. Foi traduzido do manuscrito  1867, conservado na   Biblioteca Nacional de Paris . 
Contém histórias prodigiosas do menino Jesus, populares na Idade Média, e algumas baseadas no Evangelho Pseudo-Tomé  e outros evangelhos da infância. Nele tem estórias como em que ele domina a fertilidade dos campos na semeadura, sobe em um raio de sol, e seu cântaro jogado contra rochas não se quebra.
Um conto oriental de um agricultor cuja plantação é transformada em pedras por Jesus se acredita ter sido trazida para a Europa pelos Cruzados. 